# Wiejski lekarz
Wiejski lekarz (ang. The Country Doctor) – amerykański dramat krótkometrażowy z 1909 roku w reżyserii Davida Warka Griffitha. Kopie filmu znajdują się w archiwach filmowych Museum of Modern Art oraz Biblioteki Kongresu Stanów Zjednoczonych.

## Fabuła
Lekarz (Frank Powell) opuszcza chorą córkę (Adele DeGarde), aby pomóc obłożnie choremu sąsiadowi ignorując prośby żony błagającej go o powrót do domu i zajęcie się pogarszającym się stanem ich córki.

## Obsada
- Kate Bruce – matka (niewymieniona w czołówce)
- Adele DeGarde – chora córka (niewymieniona w czołówce)
- Gladys Egan – Edith Harcourt (córka, niewymieniona w czołówce)
- Rose King – pokojówka (niewymieniona w czołówce)
- Florence Lawrence – Pani Harcourt (niewymieniona w czołówce)
- Mary Pickford – starsza córka (niewymieniona w czołówce)
- Frank Powell – Doktor Harcourt (niewymieniony w czołówce)